# Thomas Morgenstern
Thomas Morgenstern (Spittal an der Drau, 30 de outubro de 1986) é um saltador de esqui da Áustria.
Durante os Jogos Olímpicos de Inverno de 2006, ele conquistou medalha de ouro nos eventos de pista longa individual e por equipes.
Em 2010 conquistou a medalha de ouro na pista longa por equipes durante os Jogos Olímpicos de Vancouver.